# La Couture, Pas-de-Calais

La Couture este o comună în departamentul Pas-de-Calais, Franța. În 1 ianuarie 2022 avea o populație de 2.608 de locuitori.